# Abbaye de Beeleigh
L'Abbaye de Beeleigh, près de Maldon, dans le comté d'Essex, en Angleterre, est un monastère construit en 1180 pour l'ordre des chanoines réguliers de Prémontré, connus sous le nom de Norbertins ou Prémontrés. L'ordre a fait évoluer la vie isolée des moines au XIIe siècle à la vie des frères, considérablement plus active.

## Histoire
Beeleigh Abbey était à l'origine une fille de Newsham Abbey dans le Lincolnshire, établie à l'instigation de Robert de Mantell, seigneur du manoir de Little Maldon. L'abbaye obtient une charte royale de Richard Ier en 1189.
Le cœur de saint Roger Niger de Beeleigh (un évêque de Londres du XIIIe siècle) est enterré à Beeleigh et l'abbaye devient un lieu de pèlerinage. En 1289, le roi Édouard Ier et la reine Éléonore y viennent en pèlerinage.

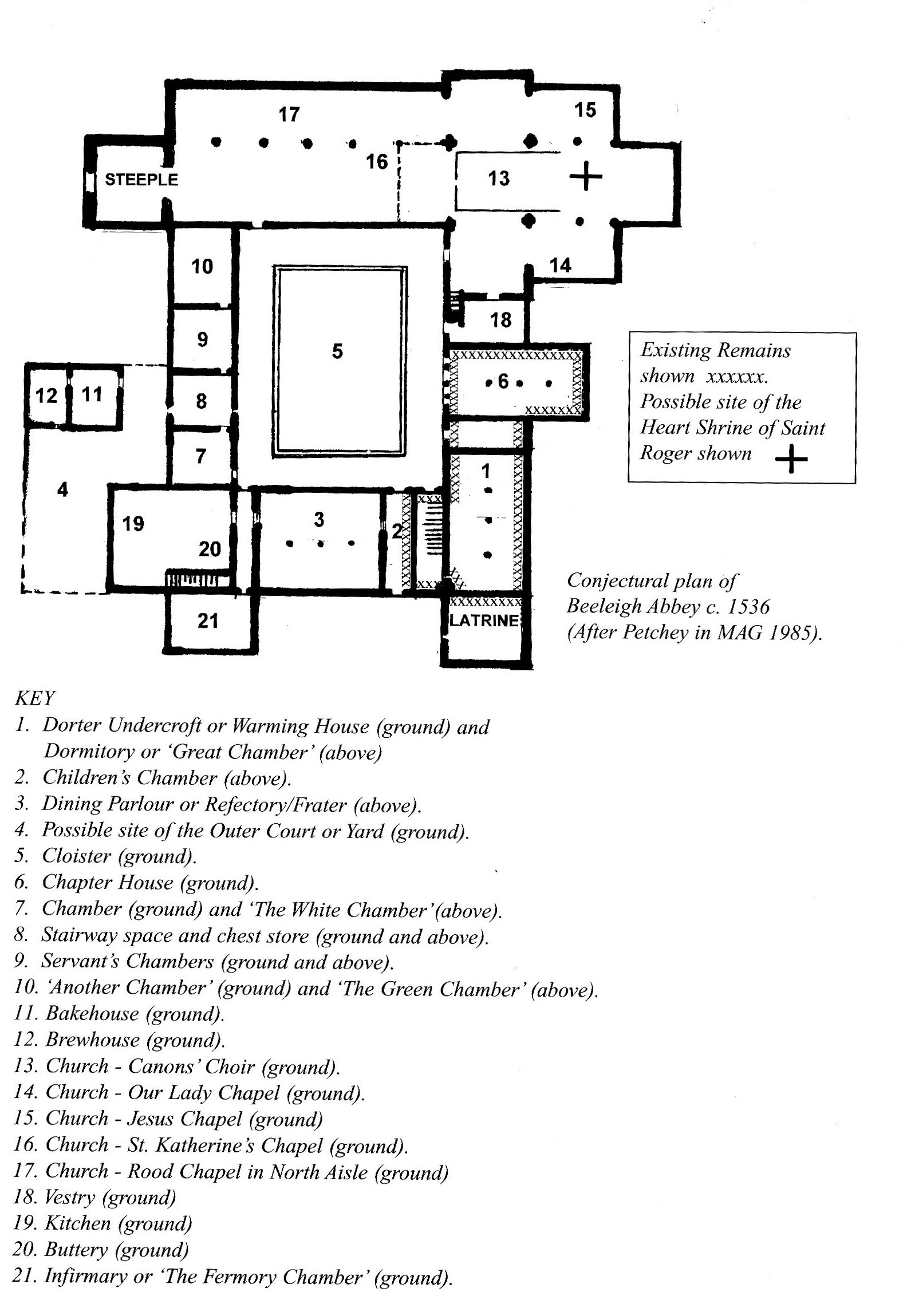
Un plan de l'abbaye telle qu'elle était en 1536. Avec l'autorisation de Stephen P. Nunnn d'après son ouvrage, ‘St. Roger de Beeleigh », 2001 ISBN 0 9511948 4 4.

Après la dissolution des monastères, de nombreux bâtiments de l'abbaye sont démolis. En 1540, Henri VIII accorde l'abbaye et les terres à Sir John Gate, chancelier du duché de Lancaster. Trente ans après la cession du terrain, l'abbaye s'est agrandie d'une ferme.
Au XVIIIe siècle, le bâtiment servait de maison commune. À la fin du XIXe siècle, les bâtiments sont en ruines, mais en 1912, le capitaine FW Granthamla commence la restauration. En 1943, l'Abbaye est achetée par William Foyle, propriétaire de la "Foyles bookshop".
L'abbaye est maintenant une résidence privée et n'est généralement pas ouverte au public, mais de petits groupes privés peuvent être acceptés après arrangement préalable avec les propriétaires. Les toits des bâtiments médiévaux anciens peuvent être vus depuis un sentier qui descend la colline du marché et se termine en suivant la rivière Chelmer. Les jardins de l'abbaye, sont désormais ouverts au public, certains jours d'été.
Évènement intéressant, les Prémontrés sont retournés dans l'Essex en 2008, établissant une maison à St. Philip's Priory à Chelmsford, à environ 8 milles de Beeleigh. En 2010, le prieur de St Philip et trois des chanoines sont accueillis à l'abbaye de Beeleigh, la première visite de ce type par des « chanoines blancs » depuis la visite en 1955 du père Norbert Backmund de l'abbaye de Windberg en Bavière. Il fut le premier « chanoine blanc » à avoir visité Beeleigh depuis la dissolution monastique en 1536.
En avril 2011, l'Abbé Général, chef mondial de l'Ordre des Prémontrés (Chanoines Blancs) à Rome, le Père Thomas Handgraetinger, a été accueilli à Beeleigh, ainsi que le Prieur de Chelmsford, le Père Hugh Allan, et trois chanoines. Le père Hugh Allan, prieur de Chelmsford, a été promu abbé et, avec l'accord des propriétaires de l'abbaye de Beeleigh, les époux Foyle, est devenu abbé titulaire de Beeleigh, le premier abbé de Beeleigh depuis 1536.
Le 8 décembre 2016, dans l'église catholique romaine de Chelmsford, le père Hugh a été intronisé abbé par l'évêque de Brentwood en présence de l'évêque émérite, l'évêque anglican de Chelmsford, le High Sheriff of Essex et d'autres personnalités de l'Essex, de nombreux chanoines et membres du clergé et une congrégation complète. Christopher Foyle a présenté la mitre à l'Abbé.
En août 2000, à la suite du décès en 1999 du précédent titulaire, la fille de William Foyle, Christina Foyle, Christopher Foyle, président de Foyles Bookshops, et de 1978 à 2006, président du groupe Air Foyle, sa compagnie aérienne de fret et de passagers, et sa femme Catherine, ont acheté l'abbaye de Beeleigh et son domaine de 161 ha au bord de la rivière Chelmer aux exécuteurs testamentaires de Christina Foyle. Ils entreprennent alors une restauration de quatre ans de l'abbaye et de ses jardins, qui s'étaient quelque peu détériorés au cours des 30 années précédentes. En conséquence, en 2008, ils ont reçu, par la Royal Institution of Chartered Surveyors, leur East of England Conservation Award et plus tard dans la même année, leur National Conservation Award, pour le bâtiment historique le mieux restauré du Royaume-Uni.

## Archéologie
En 2000, les propriétaires organisent des fouilles qui se poursuivent jusqu'en 2006.
Une étude géophysique précède les fouilles. Au cours des travaux, plusieurs "journées portes ouvertes" ont permis à des centaines de visiteurs de visiter le site. Rien n'a pu être daté de la construction de 1180, mais parmi les découvertes figurent les fondations d'un établissement médiéval, d'un four à briques et d'autres dépendances.
De grandes quantités de poteries datées du XIIe siècle au XVIe siècle sont découvertes, ainsi qu'une petite quantité de pièces de monnaie des débuts du XIIIe siècle au XVIe siècle, quelques jetons et une matrice de sceau qui appartenait à l'abbaye[citation nécessaire].
D'autres fouilles sont prévues.

## Inhumés dans l'abbaye
- Isabel de Cambridge, comtesse de l'Essex ;
- Henry Bourchier, 1er comte de l'Essex ;
- John Bourchier, 6e baron Ferrers de Groby.